# Электровикторина
Электровикторина — игра для детей дошкольного и младшего школьного возраста, суть которой заключается в указании правильного ответа на вопрос из нескольких предлагаемых на выбор вариантов. В английском языке применительно к электровикторине используется термин «electric quiz board».

## Описание
Главная часть электровикторины — своеобразная печатная плата с псевдохаотическим расположением проводников. С целью снижения цены, изготовлена эта плата из картона, а её проводники выполнены из алюминия (припаивать к ним всё равно ничего не предполагается).
В комплект электровикторины входит набор бумажных карточек, на которых расположены вопросы и ответы. Рядом с ними расположены отверстия для доступа щупов к дорожкам печатной платы. Карточки непрозрачны, и через них не видно, как именно проводники соединяют поля вопросов с полями ответов.
Для игры используется простейший пробник, состоящий из батареи гальванических элементов и лампочки. В зависимости от модели электровикторины, детали пробника размещены либо на дне картонной коробки под платой, либо в одном из щупов, который делается укрупнённым. Одним щупом касаются через отверстие в карточке печатного проводника в поле вопроса, другим — в поле ответа. Если ответ правильный, пробник сигнализирует об этом.
В некоторых электровикторинах вместо лампочки используется коллекторный электродвигатель, на вал которого насажена стрелка. При правильном ответе она начинает вращаться, а после остановки указывает на игрока, к которому переходит следующий ход.
В СССР электровикторины выпускались предприятием полиграфического профиля — издательством «Малыш». Тематика советских электровикторин различна, в частности, предметы домашнего обихода, дорожные знаки, иностранные языки. Огромные тиражи, привлекательный внешний вид и низкие цены обуславливали популярность этих игр среди родителей, однако, дети быстро приводили конструкцию, состоящую в основном из картонных деталей, в ветхое состояние. По этой причине, сегодня советские электровикторины хотя и встречаются на интернет-аукционах, но не очень часто.
Выпускалась и более долговечная электровикторина в пластмассовом корпусе, предназначенная для развития и оценки навыков устного счёта. Её корпус стилизован под микрокалькулятор, на месте индикатора которого расположено подсвечиваемое лампочкой табло «Правильно». Плата с «лабиринтом» размещена на дне пластмассового корпуса, а над ней находятся две перфорированные пластины с отверстиями: для вопросов и для ответов. Поверх них накладываются карточки с примерами на различные арифметические действия и ответами на них. Пластины соединяют с платой через отверстия в них и в карточках специальными штифтами. Главный недостаток этой электровикторины — коррозия контактов. Известна и более ранняя модель «математической» электровикторины, где карточки отсутствуют (вся необходимая маркировка нанесена прямо на корпус), а примеры приводятся только на умножение.
К более долговечным относятся и электровикторины «Эрудит» (не путать с другой игрой под тем же названием — копией «Scrabble») и «Стоп-тест», также выполненные в пластмассовых корпусах, но работающие на перфокартах. Они рассчитаны на использование детьми старшего возраста, а также взрослыми. В этих электровикторинах выбор правильного ответа после установки перфокарты осуществляется кнопками (при этом, электронные узлы в них, как и в любых других электровикторинах, также отсутствуют). Первая электровикторина содержит в комплекте карточки с вопросами различной тематики: физика, математика, география, ПДД, вторая — только по ПДД.
В настоящее время электровикторины выпускаются в основном в КНР по российским заказам. В качестве сигнализатора правильного ответа в них используется музыкальный модуль с микросхемой-«каплей». Также на сайтах, посвящённых самодельным игрушкам, приводятся описания самодельных электровикторин различной тематики.

## Модели советских электровикторин
- Малышам;
- Знаки на дорогах;
- Чудо-огонёк;
- Эрудит;
- Стоп-тест;
- Таблица умножения;
- Дружные ребята;
- Интересно знать;
- Английский язык — дома;
- Проверь ответ (эта электровикторина имеет второе название на английском языке — «Check your answer»);
- Всегда готов.